# تریمن
ترایمن (به هلندی: Triemen) یک منطقهٔ مسکونی در هلند است که در کلومرلاند ان‌نیوکرایس‌لاند واقع شده‌است. ترایمن ۳۱۸ نفر جمعیت دارد.